# Пирогово (Воронежская область)
Пирогово — село в Калачеевском районе Воронежской области.
Входит в состав Семёновского сельского поселения.

## География

### Улицы
- ул. Гоголя,
- ул. Калинина,
- ул. Красный Партизан,
- ул. Красный Флот,
- ул. Победа,
- ул. Пушкина,
- ул. Садовая,
- ул. Солнечная,
- ул. Титова.

## История
Село Пирогово основано крестьянами-малороссами, подданными помещиков Воронцовых, в конце XVIII века.
По данным 1858 г. было 97 дворов с населением 929 человек. Входило в Семеновскую волость Павловского
уезда. При проведении нового административного деления, в начале 20-х годов село Пирогово становится
центром Пироговского сельсовета Новомеловатской волости. В его состав входили с. Пирогово, хутора
Арнаутов и Сторожевой. В 30-е гг. в состав Пироговского сельсовета включают село Юнаково. В середине
50-х Пироговский сельсовет расформировывают, и село входит в Семеновский сельсовет.
В селе Пирогово родилась Лидия Фёдоровна Кононенко (1926—?) — ткачиха Купавинской тонкосуконной фабрики, лауреат Сталинской премии (1950).